# سيجيت تكنولوجي
سيجيت تكنولوجي (بالإنجليزية: Seagate Technology)‏ هي شركة تخزين بيانات أمريكية تأسست في عام 1978. يقع مقرها في كوبيرتينو، سانتا كلارا، كاليفورنيا. تم تأسيسها بواسطة آلان شوغارت، توم ميتشل، دوغ ماهون وفينيس كونر .
طورت سيجيت أول قرص صلب 5.25 بوصة في عام 1980. كانت موردا رئيسيا في الحواسيب الدقيقة في السوق خلال الثمانينات خاصة بعد ظهور الحاسوب الشخصي آي بي إم إكس تي. في 12 مارس، 2013 أعلنت سيجيت أنها أول صانع أقراص يشحن ما مجموعه ملياري قرص صلب.

## وصلات خارجية
- الموقع الرسمي